# The Best of the Martial Arts Films
The Best of the Martial Arts Films (conocida en varios países como Lo mejor de las artes marciales) es un documental de 1990, dirigido por Sandra Weintraub, que a su vez lo escribió, en la fotografía estuvo Kent L. Wakeford y los protagonistas son John Saxon, Chris Casamassa y Jackie Chan, entre otros. El largometraje fue realizado por GH Pictures, Golden Harvest Company, Golden Harvest Pictures (China) y Pan Pacific Productions, se estrenó en 1990.

## Sinopsis
Se muestra un resumen acerca de los filmes de artes marciales, y además varias de las personalidades más reconocidas de esa categoría.